# Вильмен, Абель-Франсуа
Абе́ль-Франсуа́ Вильме́н (фр. Abel-François Villemain; 9 июня 1790 года, Париж — 8 мая 1870 года, там же) — французский писатель и государственный деятель, критик и историк литературы.

## Биография
Получив образование в лицее Людовика Великого, он рано обратил на себя внимание своей даровитостью и в 20 лет занял место адъюнкта при кафедре словесности в лицее Карла Великого. Лекции молодого профессора имели такой блестящий успех, что он был избран руководителем конференций по французской литературе в Нормальной школе. В 1812 году Французская академия объявила конкурс на похвальное слово Монтеню. Несмотря на то, что среди соперников было несколько выдающихся литераторов, сочинение Вильмена было удостоено премии; перед ним открылись лучшие парижские салоны.

### После падения Империи
Когда пала Империя и союзники вступили в Париж, на торжественное собрание (21 апреля 1814 года) Французской академии, в котором Вильмен прочёл свой удостоенный премии мемуар «Avantages et inconvénients de la critique», пришли российский император Александр I и прусский король, к которым Вильмен и обратился в своей вступительной речи.
В 1816 году получил 3-ю академическую премию за своё «Похвальное слово Монтескьё» и занял в Сорбонне кафедру новой истории, на которой оставался недолго, сменив её на кафедру французской словесности. Плодом его кратковременных занятий историей явилась «История Кромвеля» (Histoire de Cromwell, Париж, 2 т., 1819), вызванная общим интересом французского общества к этой эпохе английской истории по аналогии между реставрацией Бурбонов и реставрацией Карла II. Вильмену, который был тонким ценителем классической литературы и глубоким знатоком Франции XV-XVII веков, недоставало, однако, широты исторического воззрения. Ему ставилось в упрёк, что, излагая блестящим языком весь ход английской революции, он оставил в тени общие великие идеи, лежавшие в основе этого движения.
Восстание в Греции, вызвавшее в Европе общее сочувствие и воодушевившее Байрона, Ламартина, Шатобриана и Казимира Делавиня, дало идею Вильмену написать исторический роман «Lascaris ou les Grecs de XV siècle» (1825), и исторический этюд: «Essai sur l'état des Grecs depuis la conquête musulmane» (1825).

### Государственный деятель
Как государственный деятель, принадлежал к школе так называемых доктринеров. Когда в последние годы царствования Карла X реакция стала все более усиливаться, Вильмен сблизился с оппозицией и в 1827 году по поручению Французской академии редактировал петицию, направленную против цензуры. Вследствие этого должен был оставить должность в Государственном совете; зато популярность и влияние его как профессора ещё более увеличились. В 1828—1829 годах на кафедры Гизо, Кузена и Вильмена смотрели как на передовые посты либерализма и им нельзя отказать в огромном влиянии на готовившееся к политической жизни молодое поколение.
В начале 1830 года Вильмен был избран в палату депутатов, но после революции избиратели не продолжили его полномочия. В 1832 году Людовик-Филипп возвёл Вильмена в пожизненные пэры; в том же году Французская академия, членом которой он состоял с 1831 года, назначила его своим непременным секретарем. В палате пэров Вильмен обратил на себя внимание независимостью своих политических взглядов.

### Министр народного просвещения
После падения кабинета Моле (1839) занял пост министра народного просвещения, сначала кратковременно, в кабинете маршала Сульта, а затем на более продолжительное время, в кабинете Гизо. 4 года крайне утомительной борьбы ушли на проведение законопроекта о высшем и среднем образовании, в котором он старался примирить клерикальные и либеральные требования. Законопроект был принят, но никого не удовлетворил, и Вильмен вышел в отставку (1844 год), навсегда оставив политическую деятельность; к оставленной им кафедре, на которой его заменил С. М. Жирарден, он также не возвратился.

### Наиболее известные труды
- «Cours de littérature française, tableau du XVIII siècle» (1828—1830, 1864);
- «Tableau de l'éloquence chrétienne au IV siècle» (1846; нов. изд. 1870);
- посмертно изданная «Histoire de Grégoire VII».

### Прочие
- «Discours et mélanges littéraires» (1823),
- «Nouveaux mélanges historiques et littéraires» (1827);
- «Études de littérature ancienne et étrangère» (1846),
- «Études d’histoire moderne» (1846),
- «Souvenirs contemporains d’histoire et de littérature» (1856),
- «Tribune contemporaine. M. de Chateaubriand» (1857),
- «Essais sur le génie de Pyndare» (1859);
- «La France, l’empire et la papauté» — брошюра, наделавшая много шума защитой светской власти папы.

Множество статей, рецензий, предисловий, речей и академических отчетов также опубликовано в разных журналах и книгах; стоит упоминания предисловие к словарю Французской академии 1835 года «Discours sur la langue française».